# ديفيد كونولي (سياسي)
ديفيد كونولي (بالإنجليزية: David Connolly)‏ هو دبلوماسي وسياسي أسترالي، ولد في 20 يوليو 1939 في سيدني في أستراليا. حزبياً، نشط في الحزب الليبرالي الأسترالي. وقد انتخب عضو مجلس النواب الأسترالي عن دائرة Division of Bradfield ‏ (18 مايو 1974 – 29 يناير 1996).